# Padishar Creel
Padishar Creel è uno dei personaggi della saga de Gli eredi di Shannara.
Erede di Panamon Creel, il ladro protagonista de La Spada di Shannara, è il capo del movimento dei "Nati Liberi" durante la tirannia della Federazione. 
Il suo passato è oscuro, egli stesso racconta molteplici versioni alle persone che incontra ... in generale, il suo astio per la Federazione è dovuto al fatto che la Federazione gli ha sterminato la famiglia ad eccezione della sua amata figlia (Damson Rhee) a causa della loro collaborazione con la resistenza dei Nani e il Movimento dei Nati Liberi. 
Da quel momento Padishar Creel giurò vendetta e si unì ai Nati Liberi, fino a unire tutte le frange sotto l'insegna comune del Falco grazie alla sua determinazione e al suo coraggio. 
Noto per la sua tendenza a vestirsi sempre di rosso, Padishar incontra Par Ohmsford e lo aiuta a recuperare la Spada di Shannara nella città di Tyrsis.